# Década de 420
Séculos: (Século IV - Século V - Século VI)
Décadas: 370 380 390 400 410 - 420 - 430 440 450 460 470
Anos: 420 - 421 - 422 - 423 - 424 - 425 - 426 - 427 - 428 - 429